# Røssvoll

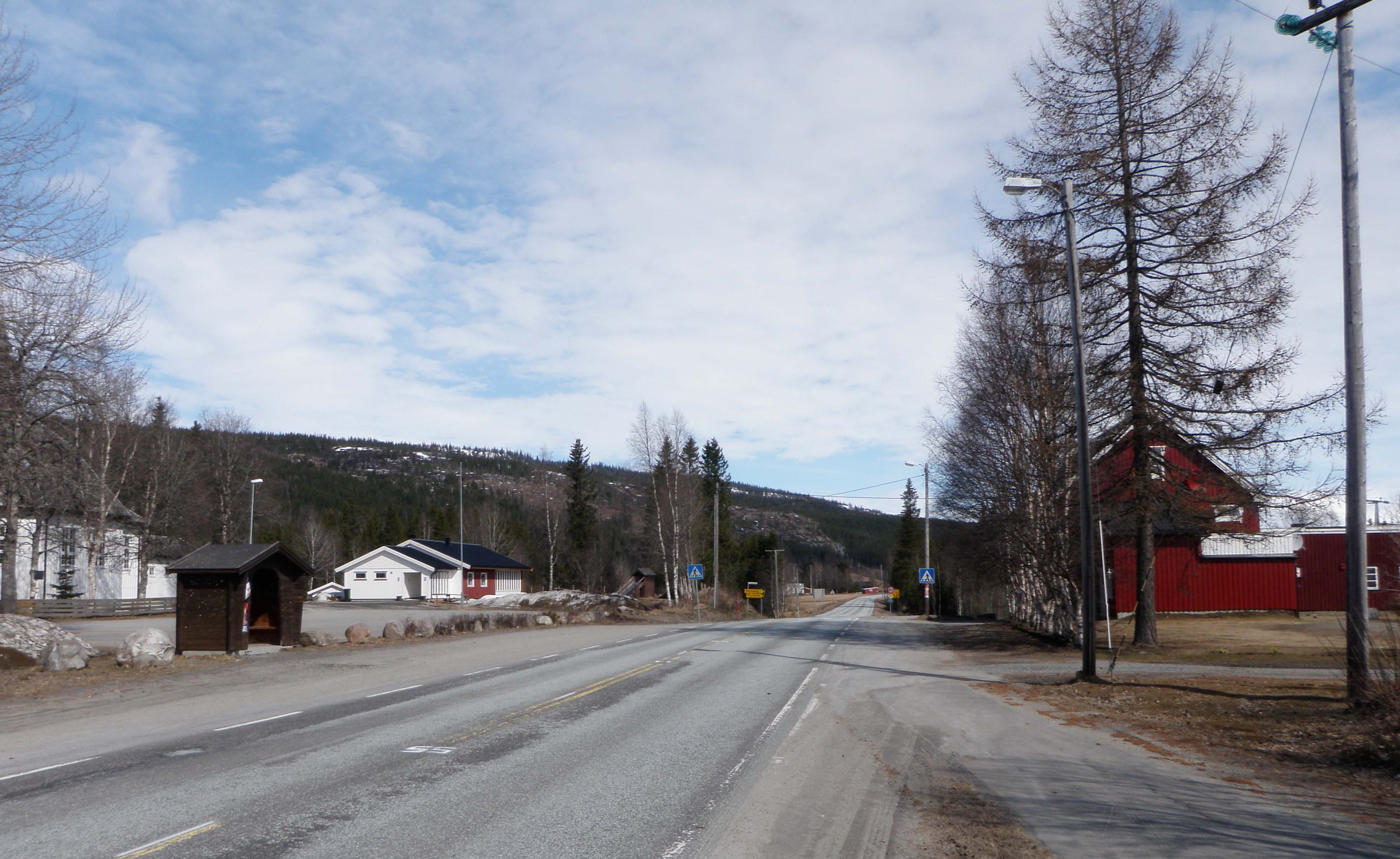
Le village en 2013.

Røssvoll est une localité du comté de Nordland, en Norvège.

## Géographie
Administrativement, Røssvoll fait partie de la kommune de Rana.